# William Wilden
Jimmy Zero (William Wilden) är en amerikansk musiker och låtskrivare, känd som gitarrist i punkbandet The Dead Boys.

## Biografi
Jimmy Zero inledde sin musikerkarriär som gitarrist i punkbandet Frankenstein år 1975 i Cleveland i Ohio. Bandet bytte året därpå namn till The Dead Boys och flyttade till New York. The Dead Boys var ett känt band på den amerikanska punkscenen och gav ut två studioskivor och en liveskiva. Bandet splittrades 1979.
Efter splittringen har Zeros musikerkarriär varit trög. 1980 försökte han med bandet Club Wow, men efter fem år av låtskrivande och livespelningar och ännu inget skivkontrakt, gav han upp och gruppen splittrades.
Efter Club Wow försvann Zero mer eller mindre helt från musikvärlden. Hans enda egentliga fotavtryck mellan 1985 och 1998 är att ex-Hanoi Rocks-sångaren Michael Monroe spelade in två av hans tidigare icke inspelade låtar på sin första soloskiva Nights Are So Long, bland annat titelspåret. Dessutom har han genom 1980- 1990- och 2000-talet då och då återförenats med The Dead Boys för enstaka konserter.
1998 startade han ett nytt band med det aningen iögonfallande namnet Lesbianmaker. Bandet gjorde en hel del spelningar fram till splittringen 2004, men har inte spelat in något annat än en enstaka singel.

## Zeros band
- Frankenstein / The Dead Boys
- Club Wow
- Lesbianmaker

## Diskografi
- Young Loud And Snotty (The Dead Boys, 1977)
- We Have Come For Your Children (The Dead Boys, 1978)
- Night of the Living Dead Boys (The Dead Boys, 1981)